# Indywidualne Mistrzostwa Polski w Zapasach 2004

## Mistrzostwa Polski w Zapasach2004

### Kobiety
12. Mistrzostwa Polski – 23–24 kwietnia 2004, Zgierz

### Mężczyźni
- styl wolny

57. Mistrzostwa Polski – 17–19 września 2004, Brzeg Dolny
- styl klasyczny

74. Mistrzostwa Polski – 16–18 kwietnia 2004, Chełm

## Medaliści

### Kobiety
| Kategoria: | Złoto:                               | Srebro:                                   | Brąz:                                                                  |
| 48 kg      | Katarzyna Zalewska Wissa Szczuczyn   | Julita Omilusik Heros Czarny Bór          | Marta Podedworna Agros Żary Iwona Sadowska Agros Żary                  |
| 51 kg      | Joanna Piasecka Budowlani Łódź       | Patrycja Więczek Dąb Brzeźnica            | Małgorzata Bucka Bielawianka Bielawa Agnieszka Lis Agros Żary          |
| 55 kg      | Sylwia Bileńska Dąb Brzeźnica        | Edyta Lis Budowlani Łódź                  | Ewa Jarząbek Wissa Szczuczyn Joanna Kołodziej Heros Czarny Bór         |
| 59 kg      | Małgorzata Bassa Gwardia Warszawa    | Arletta Wałkuska Dąb Brzeźnica            | Małgorzata Kruza Granica Gdańsk Anna Zwirydowska Budowlani Łódź        |
| 63 kg      | Emilia Drzewińska Agros Żary         | Monika Trajdos Budowlani Łódź             | Paulina Czerska Agros Żary Ewelina Głogowska Platan Borkowice          |
| 67 kg      | Monika Maj Cement Gryf Chełm         | Ewelina Pruszko Gwardia Warszawa          | Katarzyna Jaworska Platan Borkowice Sylwia Starzec Bielawianka Bielawa |
| 72 kg      | Agnieszka Wieszczek Heros Czarny Bór | Anna Wawrzycka Znicz Podzamcze Chęcińskie | Katarzyna Gruźlewska Granica Gdańsk                                    |

### Mężczyźni

#### Styl wolny
| Kategoria: | Złoto:                                  | Srebro:                             | Brąz:                                                                   |
| 55 kg      | Mariusz Walkowiak LKS Ceramik Krotoszyn | Sylwester Wojtak GKS Górnik Łęczna  | Marcin Pawlak ZKS Górażdże Robert Rogalewicz Rokita Brzeg Dolny         |
| 60 kg      | Tadeusz Kowalski GKS Górnik Łęczna      | Radosław Marcinkiewicz ZKS Górażdże | Paweł Knap GKS Górnik Łęczna Kamil Majkowski AZS-AWF Warszawa           |
| 66 kg      | Wojciech Sadowski AKS Białogard         | Ryszard Leśniewski Budowlani Łódź   | Michał Małkiewicz Piast Wola Robert Nagajek Suples Kraśnik              |
| 74 kg      | Krystian Brzozowski GKS Górnik Łęczna   | Łukasz Wiechna ZKS Góraźdże         | Szymon Piątkowski Budowlani Łódź Michał Rom Piast Wola                  |
| 84 kg      | Michał Marcinkiewicz GKS Górnik Łęczna  | Radosław Horbik Grunwald Poznań     | Łukasz Rajewski Gwardia Warszawa Norbert Świerblewski Gwiazda Bydgoszcz |
| 96 kg      | Bartłomiej Bartnicki Budowlani Łódź     | Tomasz Janiszewski Gwardia Warszawa | Radosław Dublinowski AKS Białogard Ernest Wójtowicz Grunwald Poznań     |
| 120 kg     | Maksymilian Witek GKS Górnik Łęczna     | Radosław Jankowski Grunwald Poznań  | Witold Biskup Piast Wola Dariusz Smagowski Gwardia Warszawa             |

#### Styl klasyczny
| Kategoria: | Złoto:                                 | Srebro:                                  | Brąz:                                                                  |
| 55 kg      | Dariusz Jabłoński Cement Gryf Chełm    | Arkadiusz Łągwa AKS Piotrków Trybunalski | Krzysztof Grzybek Siła Mysłowice' Piotr Jabłoński Cement Gryf Chełm    |
| 60 kg      | Łukasz Niewiadomski Legia Warszawa     | Tomasz Świerk Zagłębie Wałbrzych         | Lucjan Kwit Zagłębie Wałbrzych Grzegorz Szyszka PTC Pabianice          |
| 66 kg      | Włodzimierz Zawadzki Legia Warszawa    | Sylwester Charzewski Cement Gryf Chełm   | Piotr Leonarczyk Sobieski Poznań Łukasz Tarnecki PTC Pabianice         |
| 74 kg      | Radosław Truszkowski Cement Gryf Chełm | Jerzy Szeibinger Zagłębie Wałbrzych      | Krystian Tracz Cement Gryf Chełm Ryszard Wolny Unia Racibórz           |
| 84 kg      | Artur Michalkiewicz Śląsk Wrocław      | Jakub Kuźnicki AZS-AWF Warszawa          | Andrzej Jaworski AZS-AWF Warszawa Piotr Kaczmarkiewicz PTC Pabianice   |
| 96 kg      | Marek Sitnik Śląsk Wrocław             | Marek Kraszewski Śląsk Wrocław           | Andrzej Deberny AKS Piotrków Trybunalski Jacek Fafiński Legia Warszawa |
| 120 kg     | Andrzej Wroński Legia Warszawa         | Jakub Pietrzak PTC Pabianice             | Marek Mikulski Legia Warszawa Robert Wajszczuk PTC Pabianice           |